# Loudmilla Bencheikh
Loudmilla Bencheikh (* 29. Mai 2001 in Paris) ist eine französische Tennisspielerin.

## Karriere
Bencheikh begann mit sieben Jahren mit dem Tennisspielen und spielt bislang vorrangig Turniere der ITF Women’s World Tennis Tour, wo sie bereits zwei Doppeltitel gewonnen hat.
Sie spielte ab dem Juniorinneneinzel der French Open 2015 bei den Grand-Slam-Turnieren die Einzel- und Doppelwettbewerbe. Hier erreichte sie bei den Australian Open 2018 im Juniorinnendoppel mit ihrer Partnerin Mana Kawamura das Viertelfinale, bei den French Open 2018 im Juniorinnendoppel mit Julie Belgraver sowie bei den Australian Open 2019 im Juniorinnendoppel mit Francesca Curmi das Halbfinale.
Im Oktober 2017 erreichte sie mit ihrer Partnerin Yasmine Mansouri das Finale des mit 15.000 US-Dollar dotierten Turniers in Hammamet, das sie gegen Julyette Maria Josephine Steur und Mia Nicole Eklund mit 4:6, 6:4 und [7:10] verloren. Im Oktober 2018 und März 2019 gewann sie ihre ersten beiden ITF-Titel in Monastir.
Vom französischen Tennisverband erhielt sie 2019 für die Qualifikation zum Dameneinzel der French Open eine Wildcard. Sie scheiterte dort aber bereits in der ersten Runde mit 3:6 und 2:6 an Anna Blinkowa.
Ihr bislang letztes internationale Turnier spielte Bencheikh im Juni 2021. Sie wird daher nicht mehr in der Weltrangliste geführt.

## Turniersiege

### Doppel
| Nr. | Datum           | Turnier  | Kategorie   | Belag     | Partnerin        | Finalgegnerinnen               | Ergebnis |
| --- | --------------- | -------- | ----------- | --------- | ---------------- | ------------------------------ | -------- |
| 1.  | 6. Oktober 2018 | Monastir | ITF $15.000 | Hartplatz | Yasmine Mansouri | Natalia Siedliska Miriana Tona | 6:4, 6:1 |
| 2.  | 2. März 2019    | Monastir | ITF $15.000 | Hartplatz | Lou Brouleau     | Francisca Jorge Andrea Ka      | 6:3, 6:4 |